# Provincia di Lebap
La provincia di Lebap (in turkmeno Lebap welaýaty) è una provincia (welayat) del Turkmenistan; ha come capoluogo Türkmenabat. È situata nel nord est del paese, ai confini con l'Uzbekistan.
Nel suo territorio sono presenti le riserve naturali di Repetek e Kugitang, quest'ultimo in particolare ospita il picco più alto del Turkmenistan, il monte Airababa (3137 metri).
Analogamente all'adiacente provincia di Daşoguz, Lebap è considerata dal governo come zona di frontiera sottoposta a particolari restrizioni: sia i cittadini turkmeni che gli stranieri devono ottenere un permesso speciale per accedervi.

## Distretti
- distretto di Atamyrat
- distretto di Beýik Türkmenbaşy
- distretto di Birata
- distretto di Farap
- distretto di Galkynyş
- distretto di Garabekewül
- distretto di Garaşsyzlyk
- distretto di Halaç
- distretto di Hojambaz
- distretto di Köýtendag
- distretto di Magdanly
- distretto di Sakar
- distretto di Saýat
- distretto di Serdarabat
- distretto di Seýdi